# 노벰버급 잠수함

노벰버급 잠수함은 소련 최초의 3천톤급 원자력 추진 잠수함이다. 소련판 노틸러스호이다. 8개의 533mm 어뢰관만 장착했고, 20발의 어뢰를 발사할 수 있다. 노틸러스호 역시 어뢰만 발사할 수 있다.

## 같이 보기
- SMART-P
- 루비급 잠수함 - 프랑스판 노틸러스호. 어뢰관만 장착했고, 배수량도 비슷하다.
- SSN-571 노틸러스 - 세계 최초의 원자력 추진 잠수함.